# Ichijō Akiyoshi
Ichijō Akiyoshi (一条昭良, [[[1605]] - 1672] Erro: {{japonês}}: texto da transliteração contém caractere não latino (pos 19) (ajuda), até 1635 era conhecido como Ichijō Kanetō) foi um nobre do final do Período Muromachi e início do Período Edo da História do Japão. Foi o décimo-terceiro líder do Ramo Ichijō do Clã Fujiwara.

## Vida
Akiyoshi foi o nono filho do Imperador Go-Yozei e foi adotado por Uchimoto.

## Carreira
Akiyoshi serviu os seguintes imperadores : Go-Yozei (1609-1611); Go-Mizunoo (1611-1629); Imperatriz Meisho (1629-1643); Go-Komyo (1643-1654); Go-Sai (1655-1663); Reigen (1663-1672).
Akiyoshi  entrou para a corte em 1609.
Akiyoshi foi nomeado Naidaijin em 1620, Udaijin em 1621 e serviu como Sadaijin de 1629 a 1633.
Akiyoshi ocupou o cargo de Kanpaku de seu irmão, o Imperador Go-Mizunoo, em 1629 , Sesshō da Imperatriz Meisho entre 1629 e 1635, Sesshō do Imperador Go-Komyo em 1647 e Kanpaku do Imperador Go-Komyo entre 1647 e 1651.
Akiyoshi tornou-se monge budista com o nome de Tōkan.
Foram filhos de Akiyoshi: Norisuke e Fuyumoto. Norisuke foi seu herdeiro e Fuyumoto formou o Ramo Daigo dos Ichijo.
Akiyoshi veio a falecer em 1672 aos 67 anos de idade.
| Precedido por Ichijō Uchimoto     | -- 13º Líder dos Ichijō Fujiwara 1611-1672 | Sucedido por Ichijō Norisuke     |
| Precedido por Konoe Nobuhiro      | Kanpaku 1647 – 1651                        | Sucedido por Konoe Hisatsugu     |
| Precedido por Kujō Michifusa      | Sesshō 1647                                | Sucedido por Nijō Mitsuhira      |
| Precedido por Nijō Mochimoto      | Sesshō 1629-1635                           | Sucedido por Nijō Yasumichi      |
| Precedido por Konoe Nobuhiro      | Kanpaku 1629                               | Sucedido por Konoe Hisatsugu     |
| Precedido por Konoe Nobuhiro      | Sadaijin 1629-1633                         | Sucedido por Kasan'noin Sadahiro |
| Precedido por Kasan'noin Sadahiro | Udaijin 1621-1629                          | Sucedido por Nijō Yasumichi      |
| Precedido por Kasan'noin Sadahiro | Naidaijin 1620-1621                        | Sucedido por Nijō Yasumichi      |